# Roberto Benzi
Roberto Benzi (ur. 12 grudnia 1937 w Marsylii) – francuski dyrygent.

## Życiorys
Muzyki uczył się od najmłodszych lat, w 1948 roku wystąpił jako dyrygent w Bayreuth i w Paryżu. Dyrygenturę studiował u André Cluytensa. W 1954 roku zadebiutował jako dyrygent operowy, w 1959 roku poprowadził przedstawienie Carmen w Operze Paryskiej. Koncertował w wielu krajach europejskich, Japonii oraz obydwu Amerykach, w 1970 roku wystąpił w Polsce. W 1972 roku debiutował w nowojorskiej Metropolitan Opera, dyrygując przedstawieniem Fausta. Od 1973 do 1987 roku prowadził Orchestre National Bordeaux Aquitaine w Bordeaux.
Wystąpił jako odtwórca głównej roli w filmach muzycznych Preludium sławy (1949) i Głos przeznaczenia (1952).
Jego żoną od 1966 roku była śpiewaczka Jane Rhodes.